# Tiina Pitkänen
Tiina Pitkänen (Oulu, 1977) è una cantante finlandese.

## Biografia
Cresciuta a Kello, un sobborgo di Oulu, Tiina Pitkänen ha completato studi artistici e ha successivamente lavorato nell'amministrazione finanziaria. Nel 2005 ha firmato un contratto con l'etichetta Helsinki Music Company, su cui nel 2007 ha pubblicato il suo album di debutto, Yksinäisin tyttö kaupungin, che ha debuttato alla 35ª posizione della top 50 finlandese.
Ha partecipato per la prima volta al festival di tango Tangolaulukilpailu nel 2005, a cui aspirava da quando ha visto Arja Koriseva venire incoronata regina del tango nel 1989. Ha preso parte alla competizione nuovamente nel 2015 e nel 2016, quest'ultima volta arrivando fra i finalisti.

## Discografia

### Album
- 2007 - Yksinäisin tyttö kaupungin

### Singoli
- 2006 - Mielettömyys
- 2007 - Sielua en myy
- 2018 - Silmissä palaa
- 2019 - Enemmän kuin mitään